# Valea Morilor (Chișinău)
Valea Morilor este un parc din sectorul Buiucani, Chișinău, Republica Moldova. Acesta a fost înființat la inițiativa lui Leonid Brejnev, în anul 1950, și inițial a fost numit „Parcul Central de Cultură și Odihnă al Comsomolului Leninist”. Parcul se află pe malul Lacului Valea Morilor și este situat pe un teren de o suprafață cu un relief variat, având 4 intrări. Proiectul parcului a fost elaborat sub conducerea arhitectului Robert Kurz.
Zona de parc a constituit inițial circa 114 hectare, lacul avînd o suprafață de 34 hectare. În jurul lacului a fost amenajată o alee inelară de o lungime de 2,5 kilometri.
În parc cresc plopul canadian și plopul tremurător, castanul sălbatic, mai multe specii de salcâm și arțar, salcie albă, tei, frasin, catalpa, pin negru, Sophora japonică. Lacul este populat de crap, caras, în apele lui înoată rațe.
Pe teritoriul parcului se află „Teatrul de Vară”; cinematograful de zi, orășelul copiilor „Andrieș”, plaja, stația de bărci. „Teatrul de Vară” din parc, cunoscut și ca „Teatrul Verde”, edificat în 1957, are o capacitate de 6700 de locuri și este cel mai mare teatru în aer liber din Europa.
De-a lungul timpului, parcul cu lac a servit drept bază, pentru diverse sporturi nautice. Pe teritoriul parcului funcționau trei școli de canotaj. Au fost amenajate terenuri de sport și locuri de pescuit pentru amatori. Pe timp de iarnă, pe gheața lacului se organiza un patinoar orășenesc. A fost, de asemenea și un turn pentru salturi cu parașuta, din care ar putea sari oricine. Aici se alocau parașute, lucrau instructorii și funcționa și o secție de parașutism.
Alături de parc se află centrul MoldExpo, fosta „Expoziție a realizărilor economice ale RSSM”.
Scara Cascadelor din parc este formată din 218 trepte și este mai lungă decât renumita scară a lui Potemkin din Odesa (care are 200 de trepte).
În anii 1970, în jurul perimetrului lacului circulau tramvaie mici cu vagoane, pentru a ajunge mai rapid la locul de destinație.
La începutul lui februarie 2015, Scara Cascadelor și rotonda din Parcul „Valea Morilor” au intrat în reparație, urmând ca după lucrările de reabilitare să arate exact ca la început. Proiectul de restaurare, cu o valoare de 12 milioane lei, a fost coordonat și aprobat și de Consiliul Național al Monumentelor Istorice.
În anul 2018, a fost lansat proiectul de reconstrucție a scării de granit din Parcul Valea Morilor. Proiectul este realizat în baza unui grant în valoare de aproape 19 milioane lei moldovenești (circa 920 mii euro) din partea Consiliului local al Sectorului 1 a municipiului București, România.

## Galerie

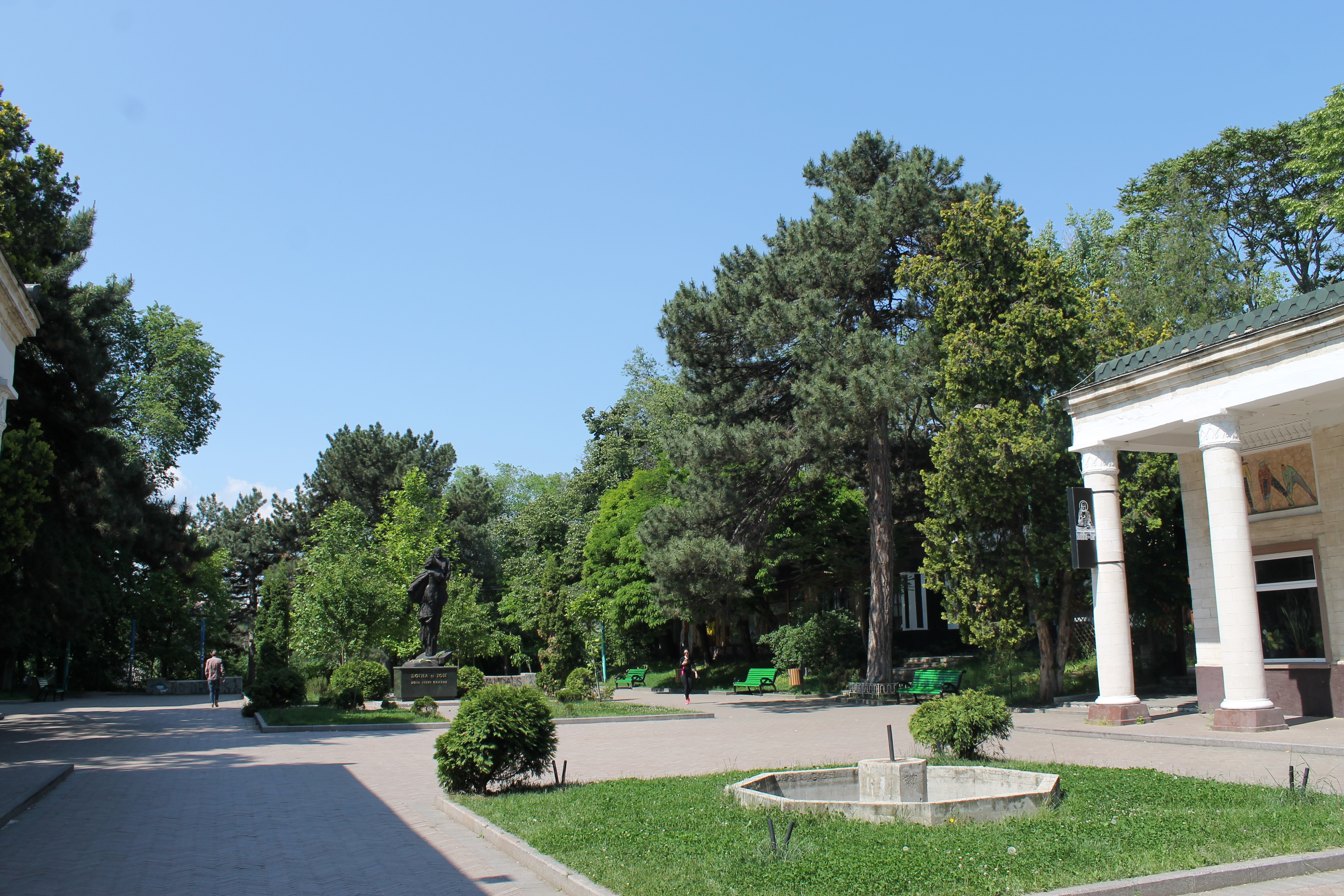
Intrarea în parc dinspre USM
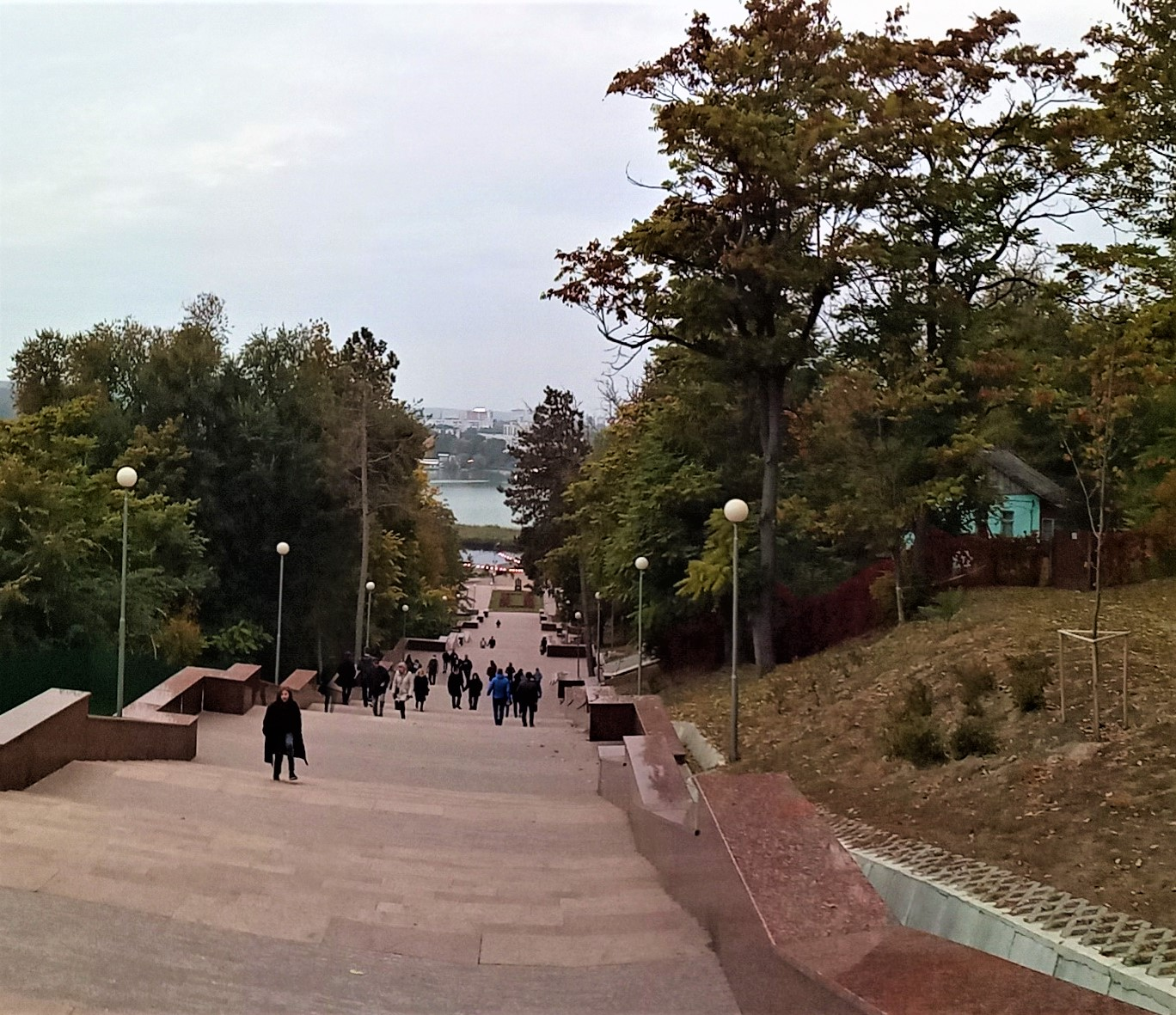
Scările dinspre USM
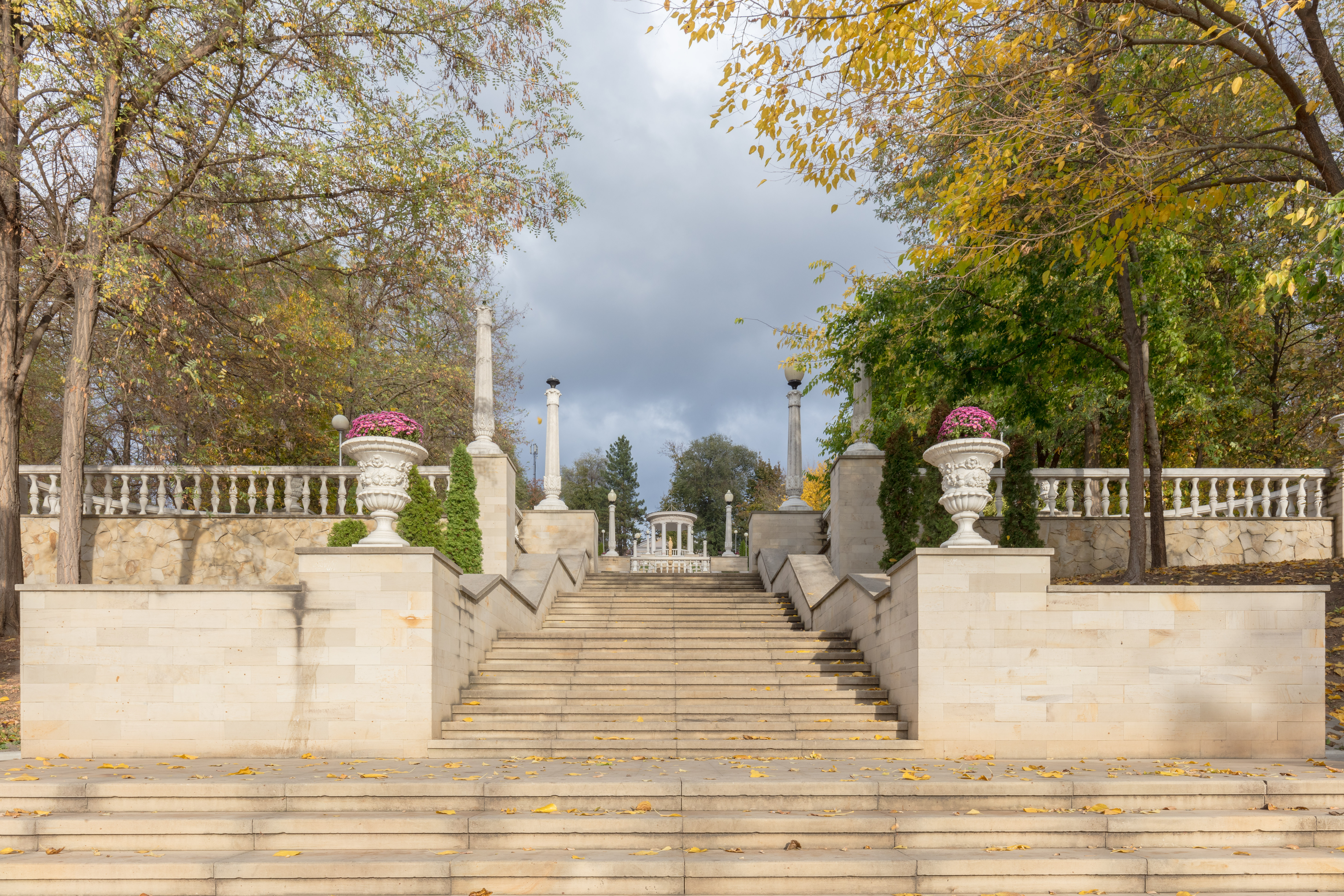
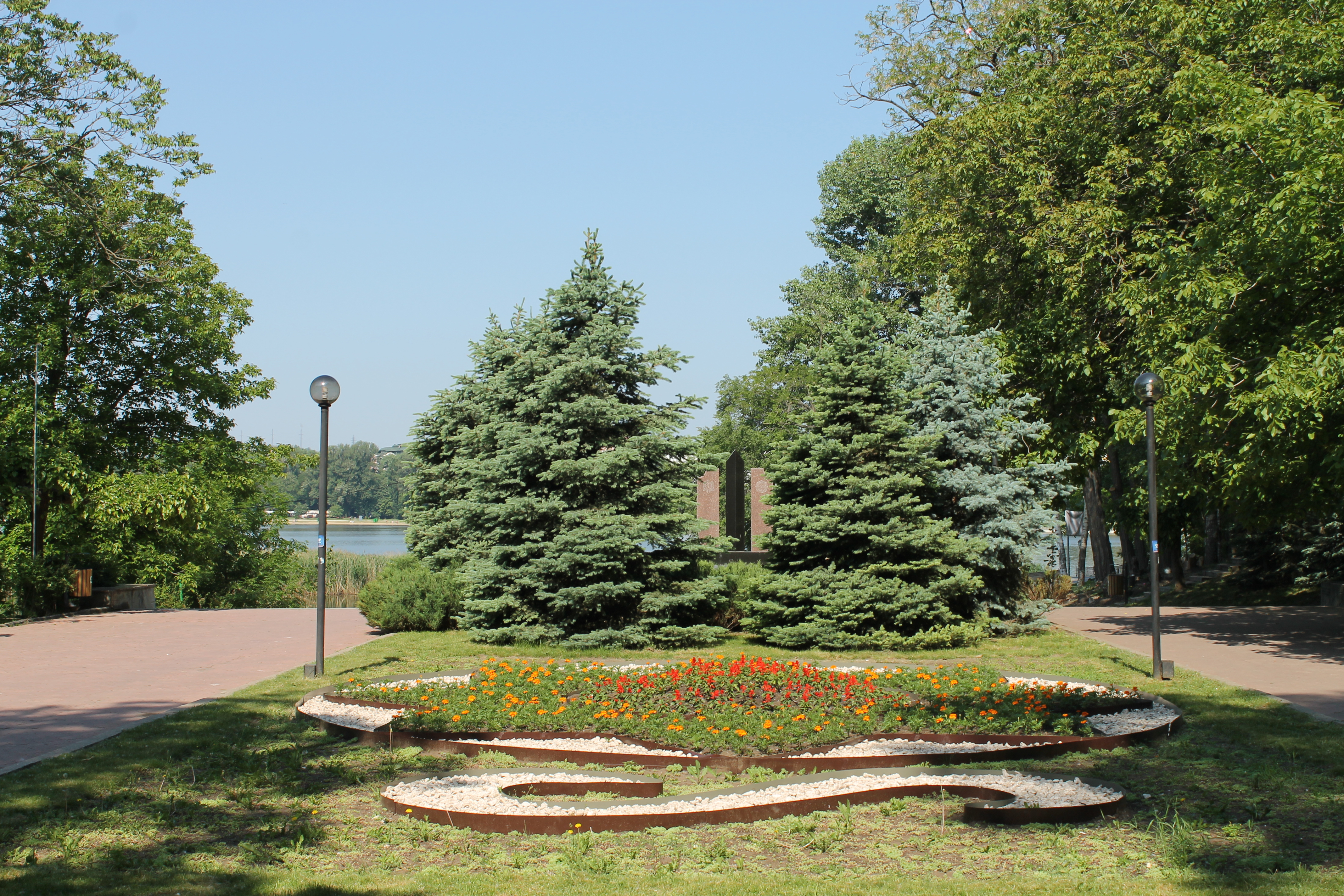
Flora parcului
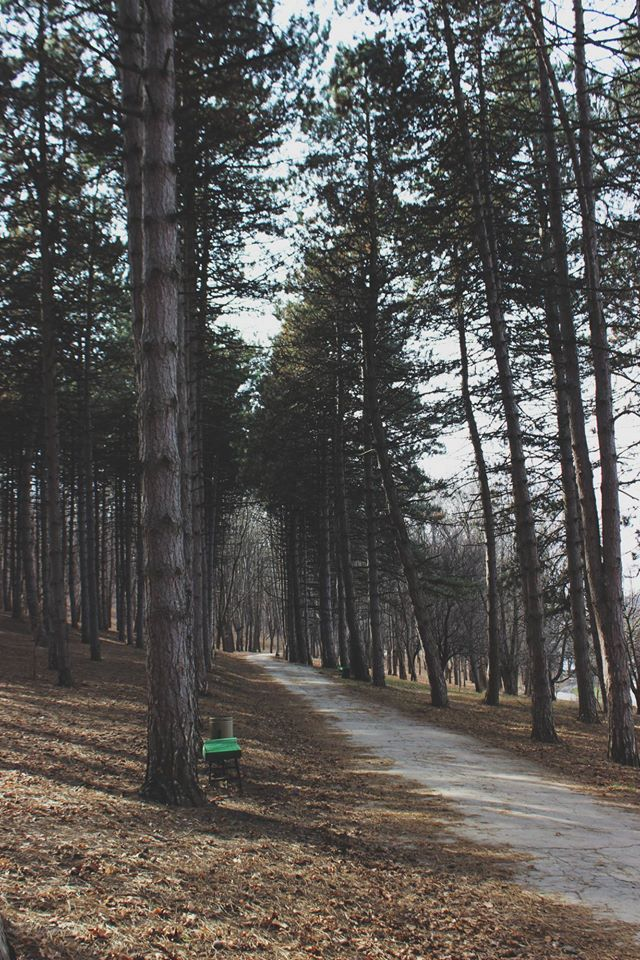
Sector de conifere din parc
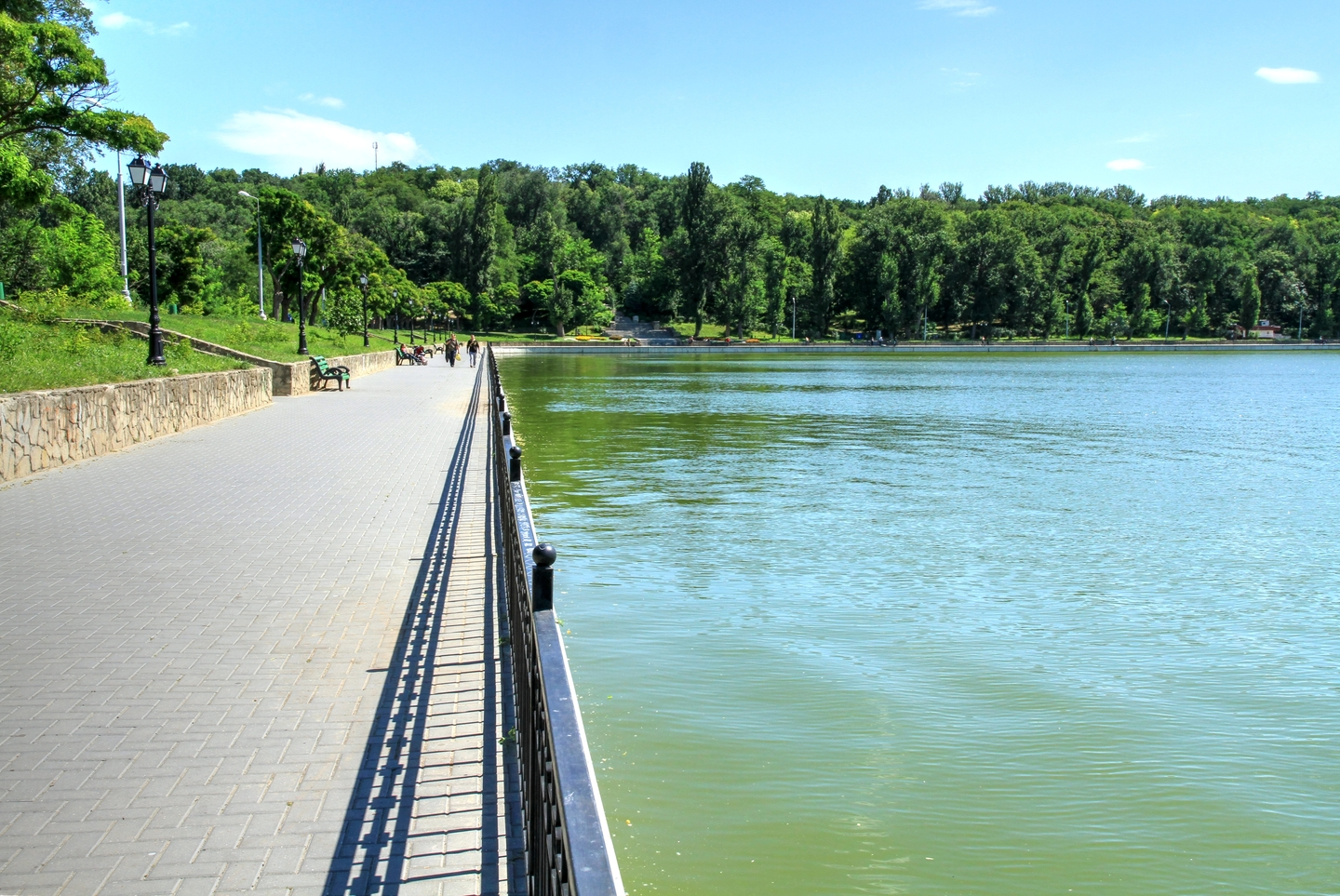
Alee pe malul lacului
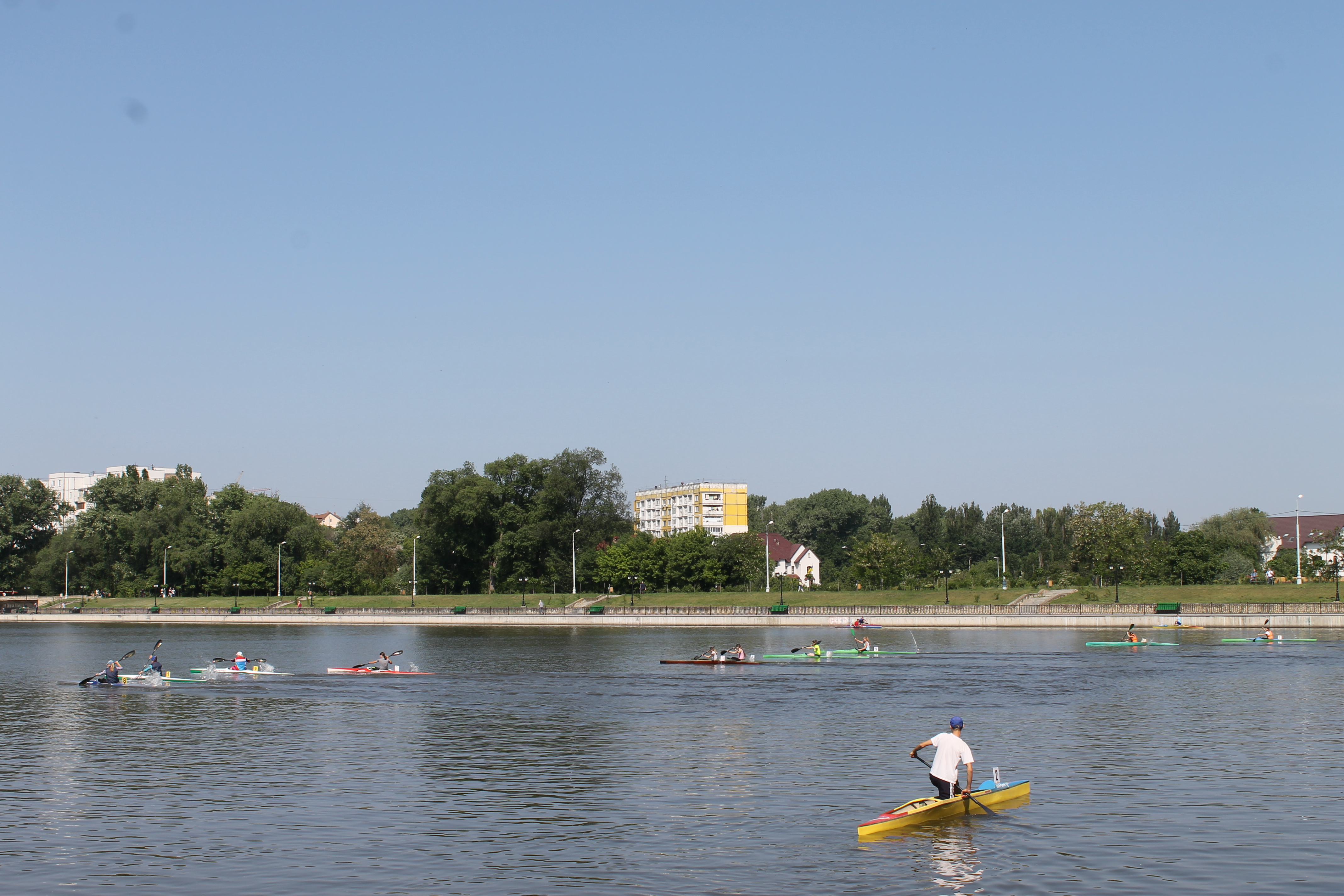
Curse de canoe pe lac
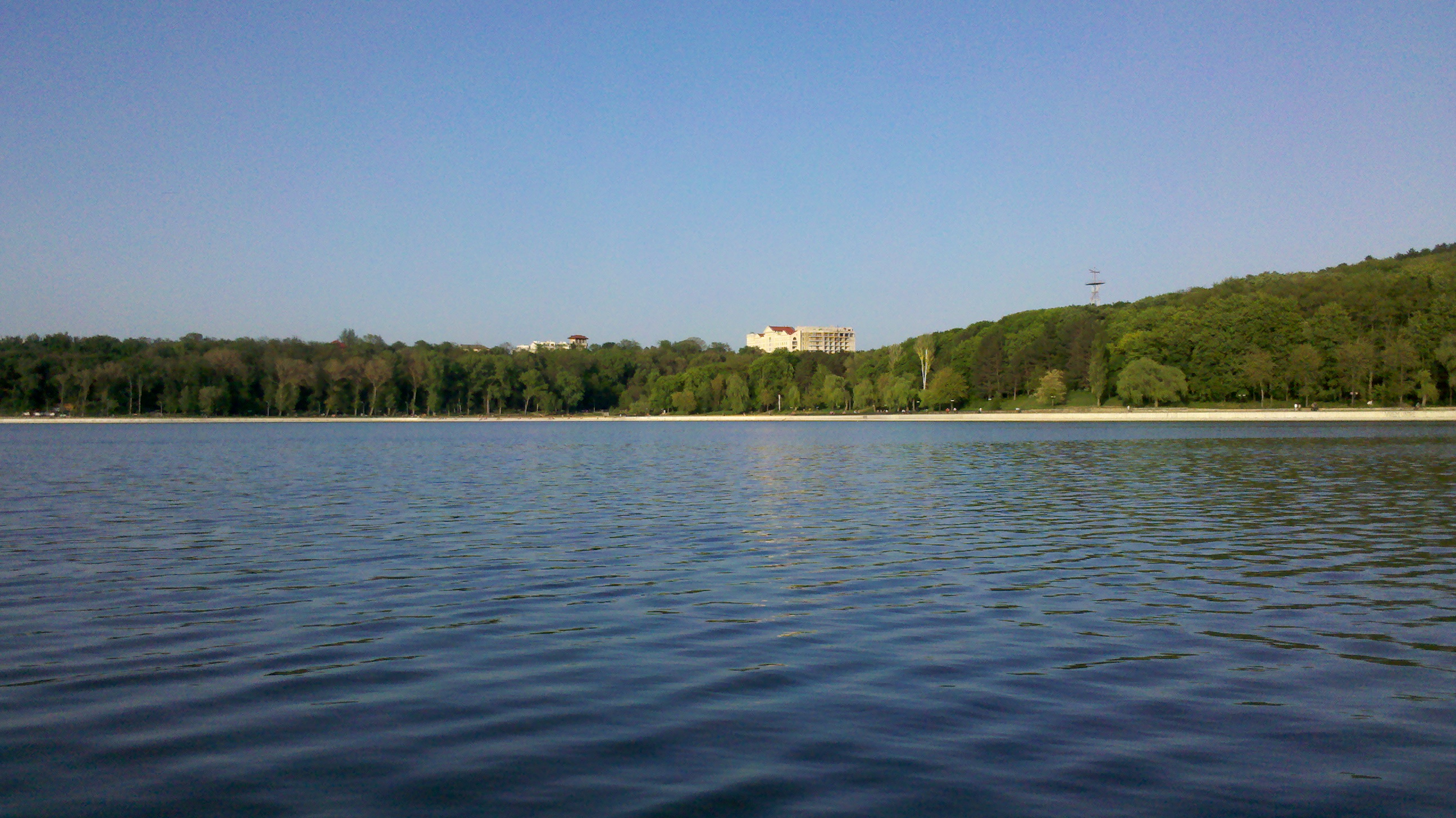
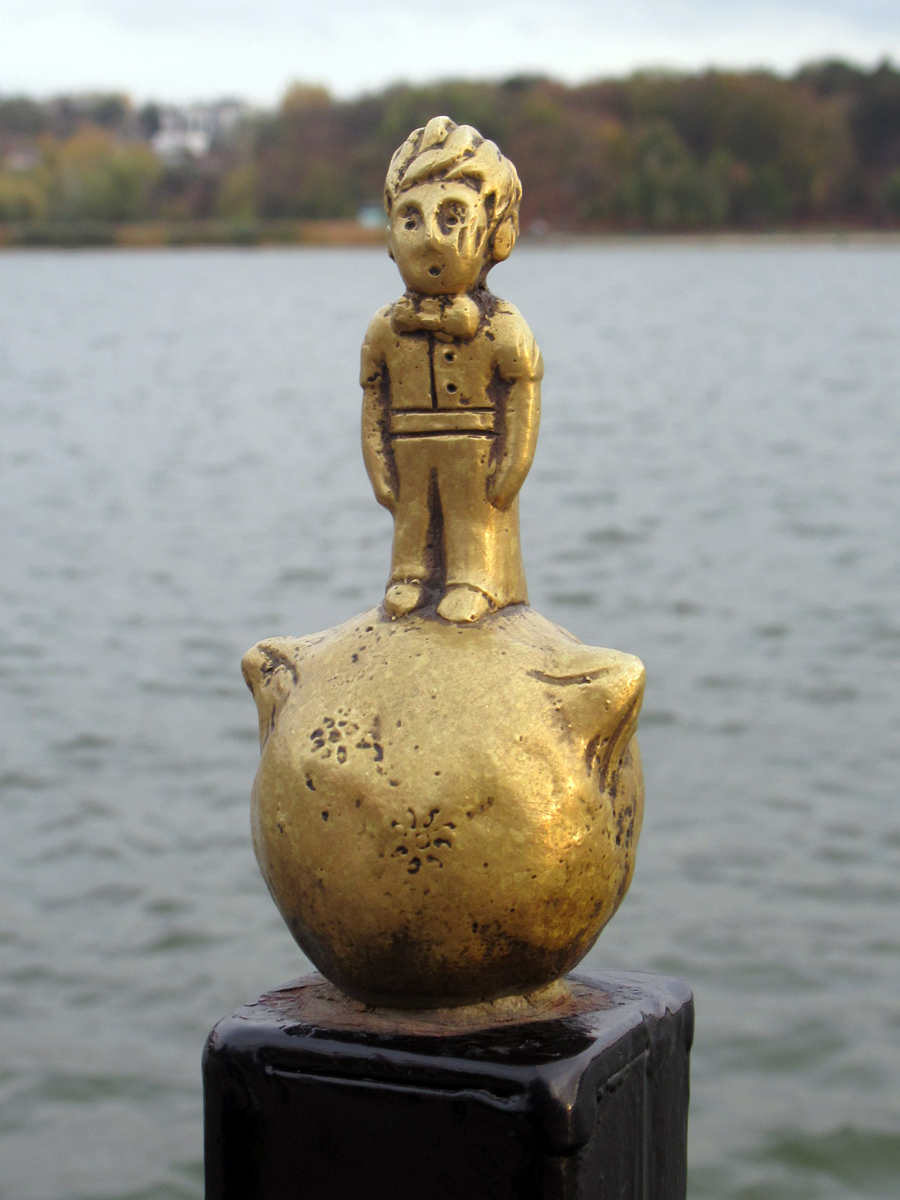
sculptura Micului Prinț, 2018
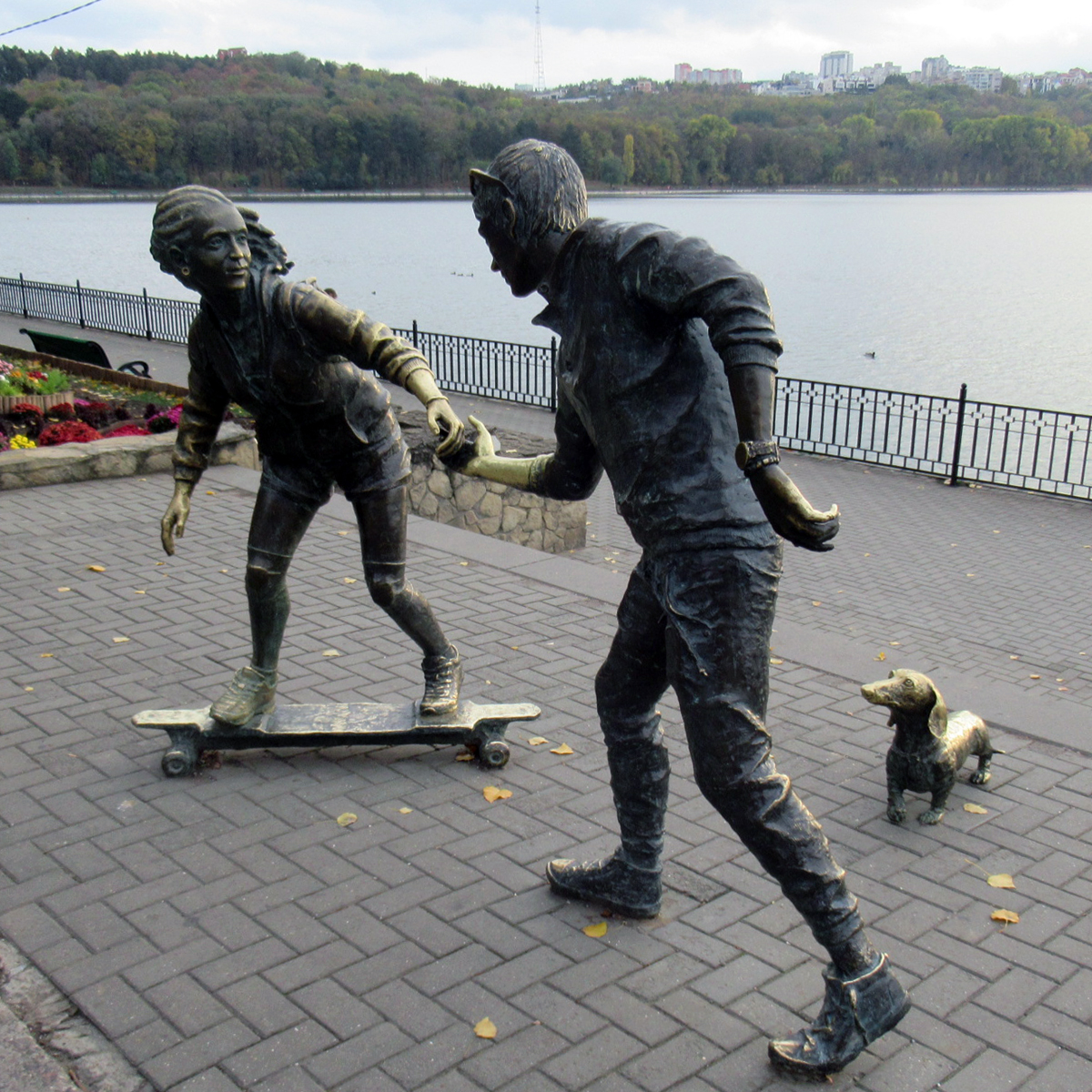
sculptura «Tineri», 2018
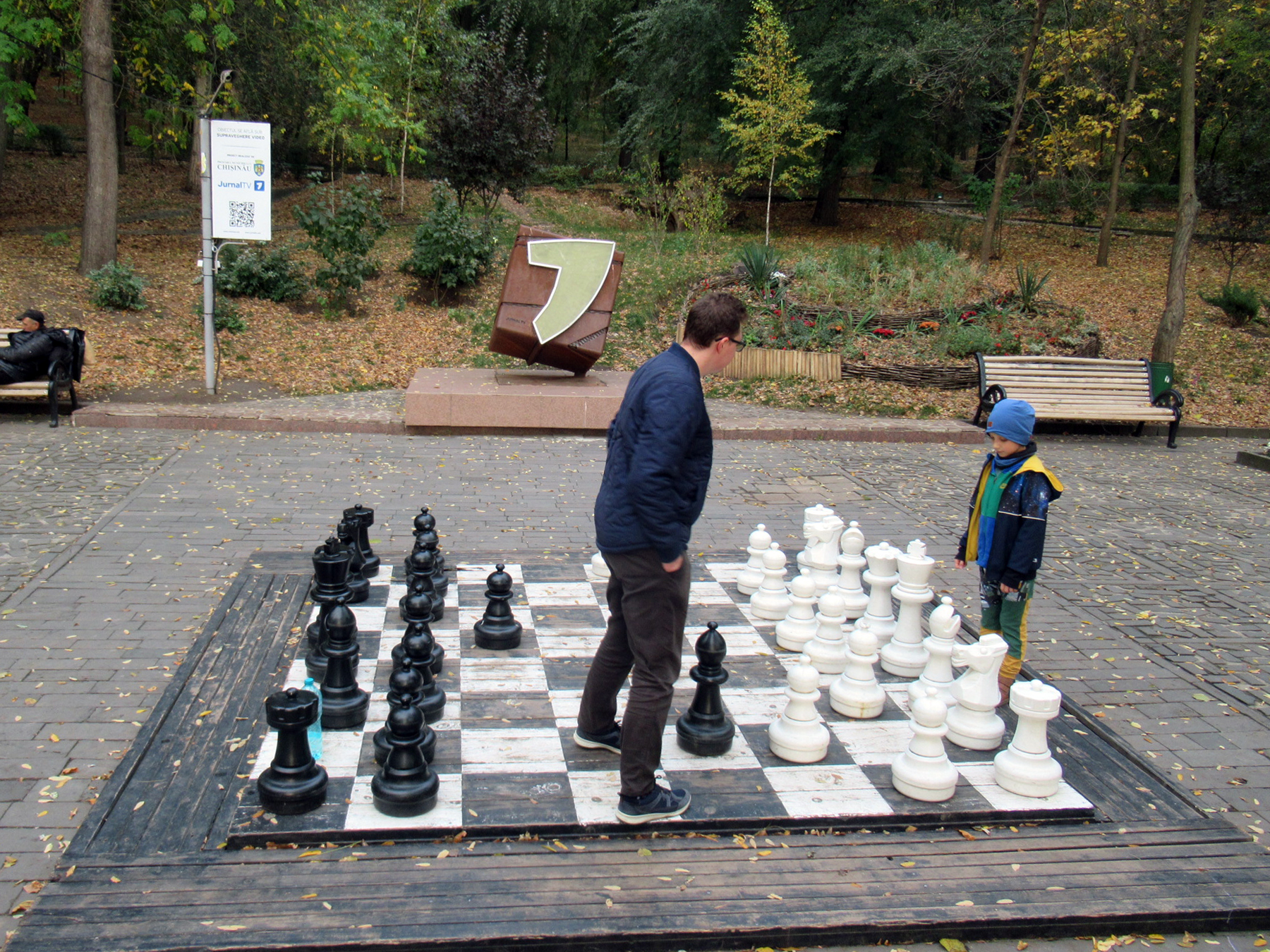
tabla de șah
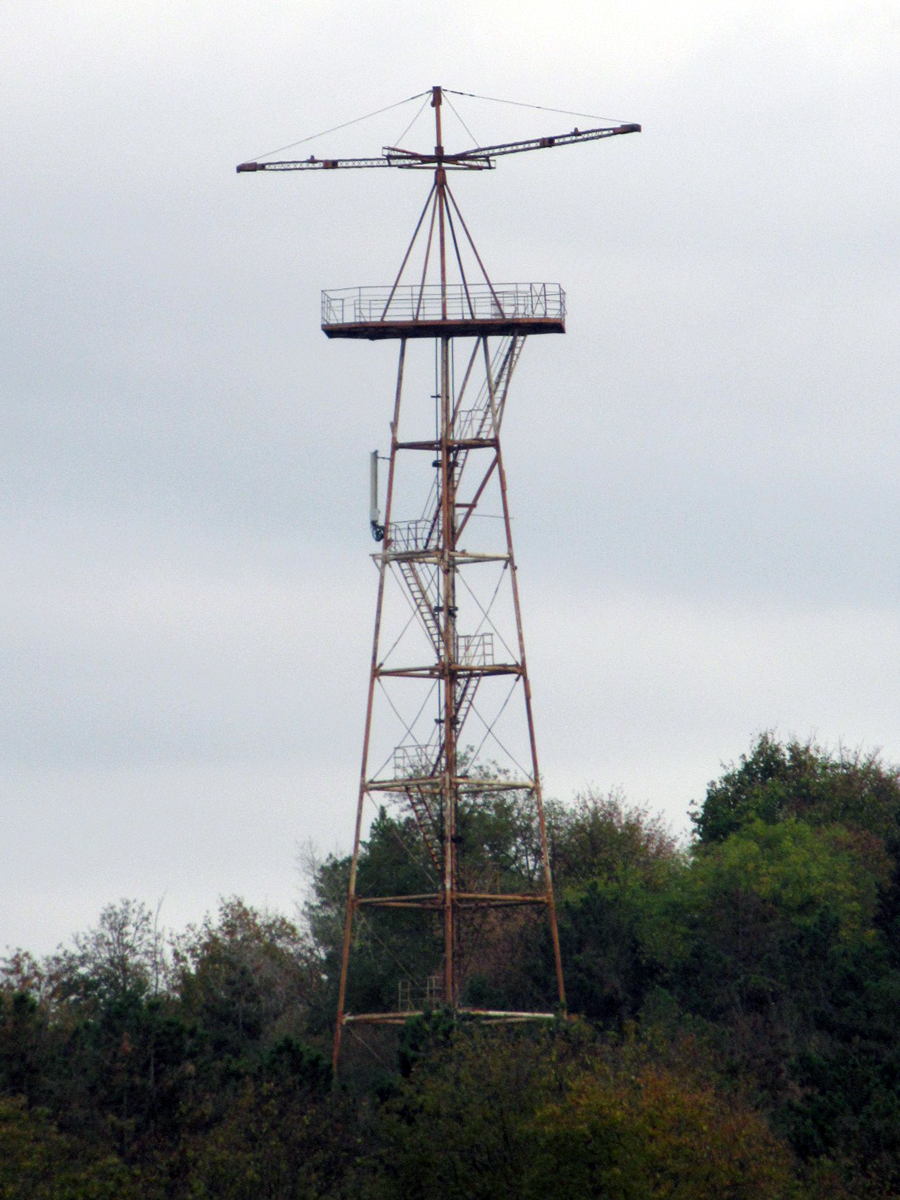
turnul de parașutism

Vederi aeriene

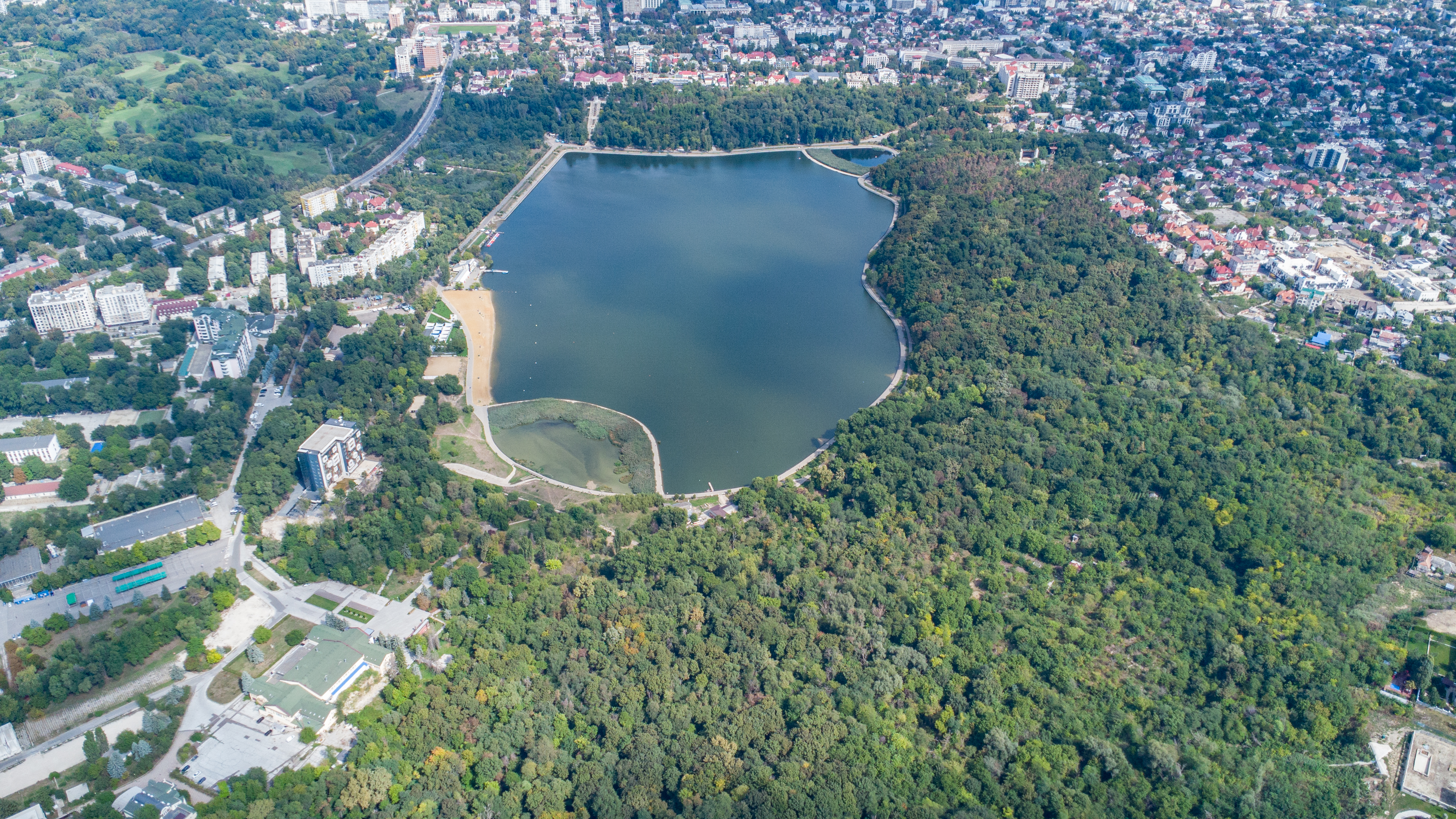
Vedere de ansamblu
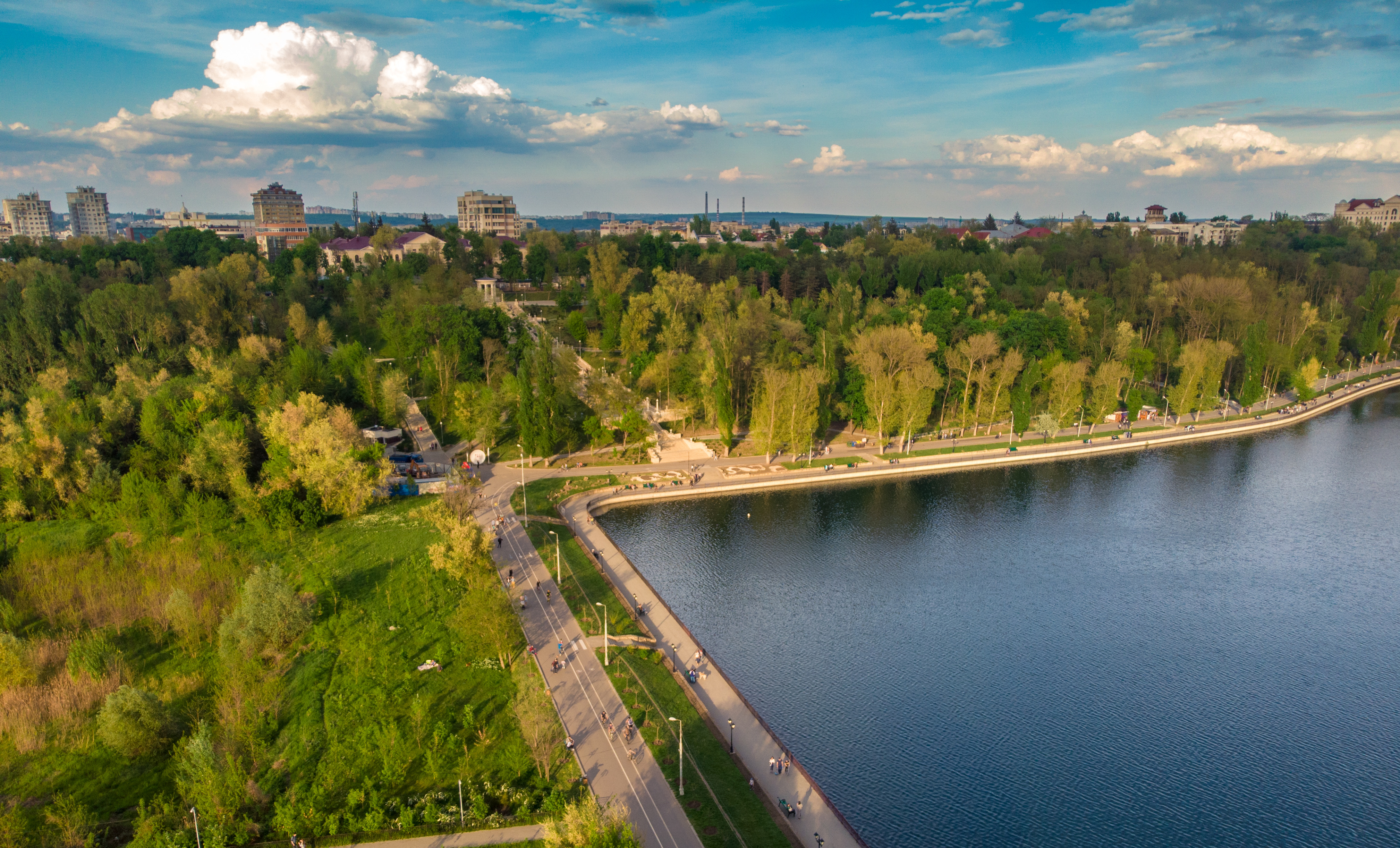
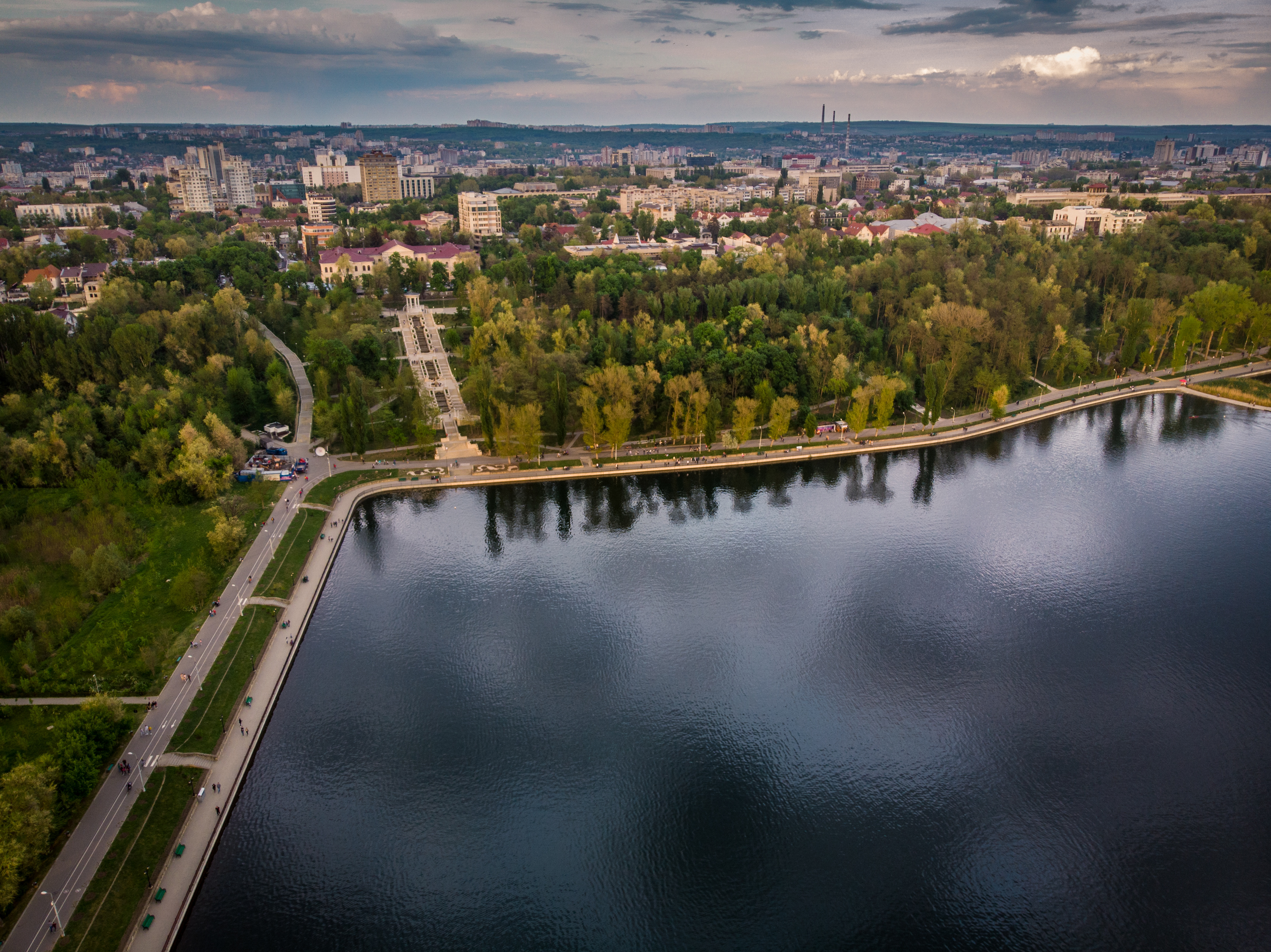
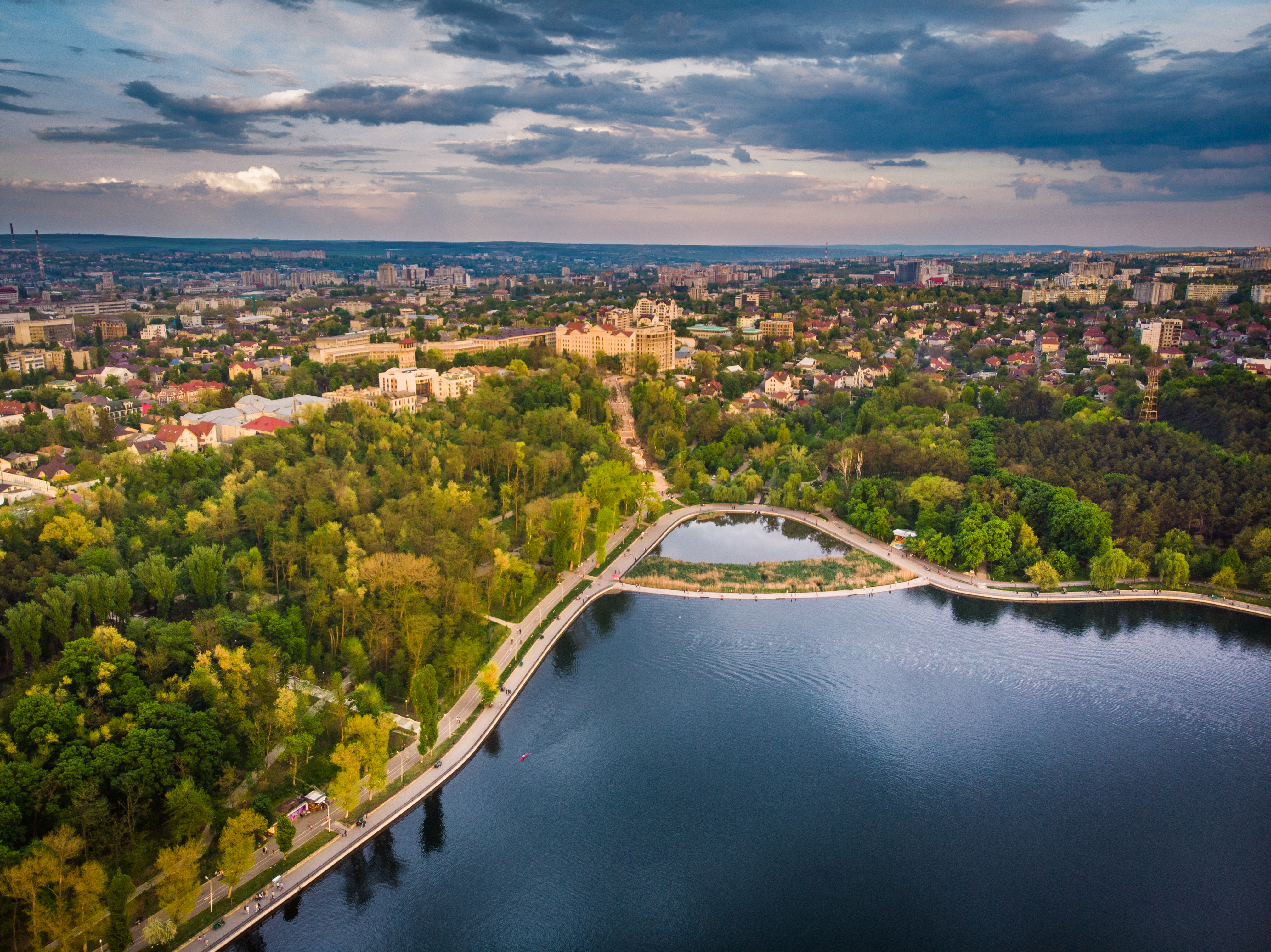
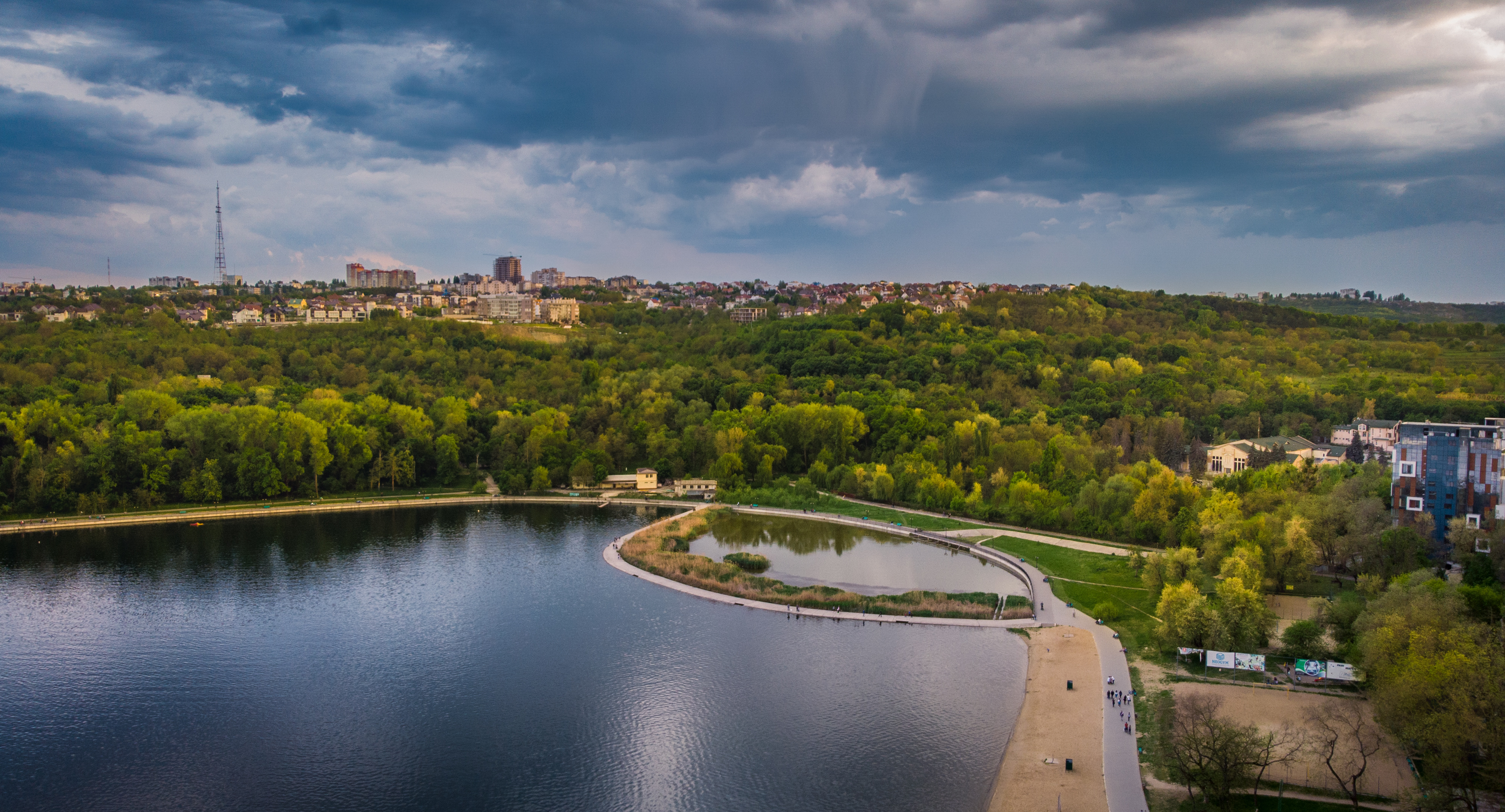

Scara cascadelor

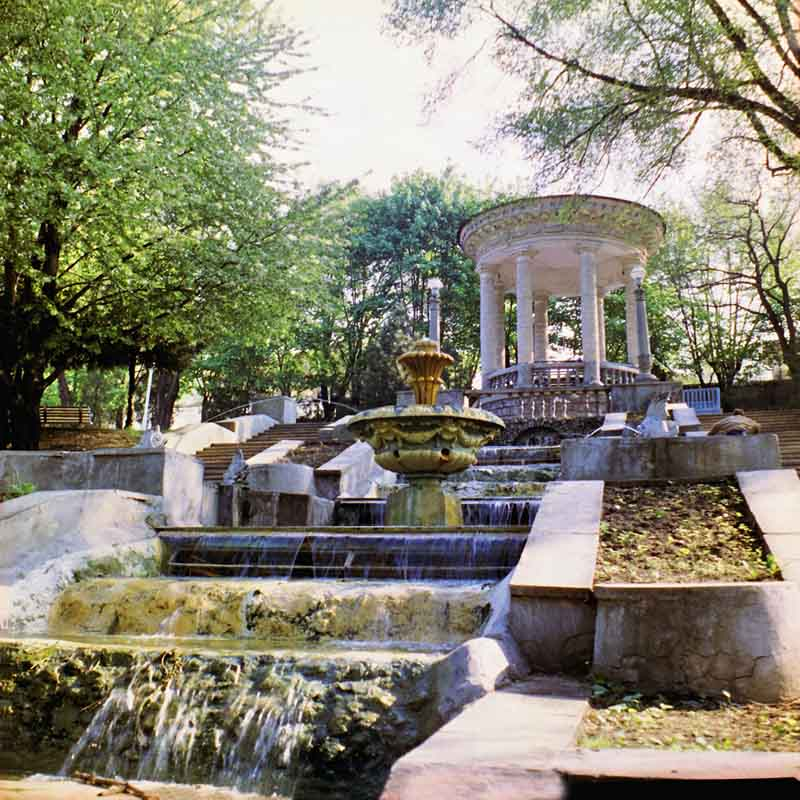
Scara cascadelor și rotonda în 1968
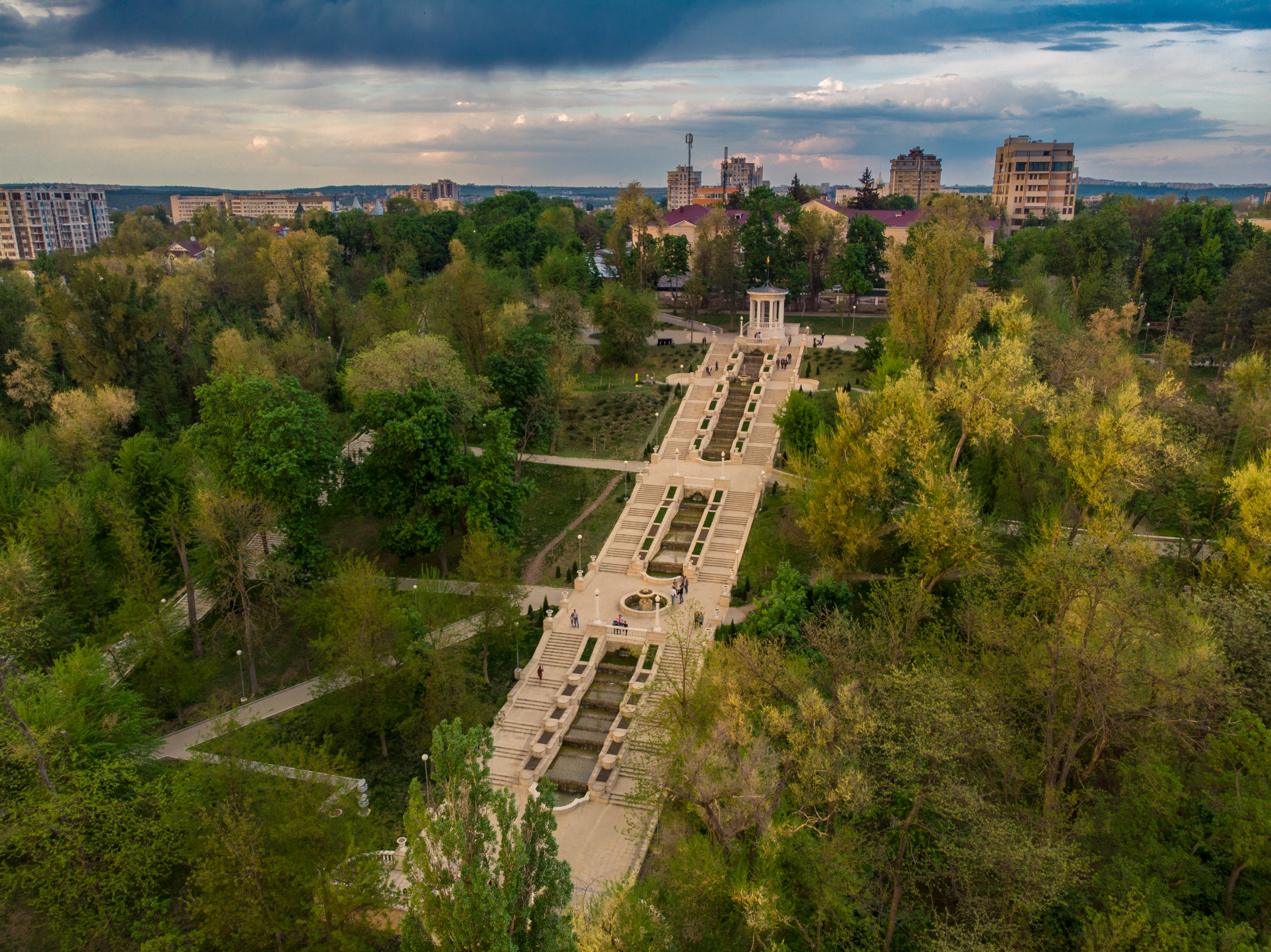
Vedre aeriană, prezent
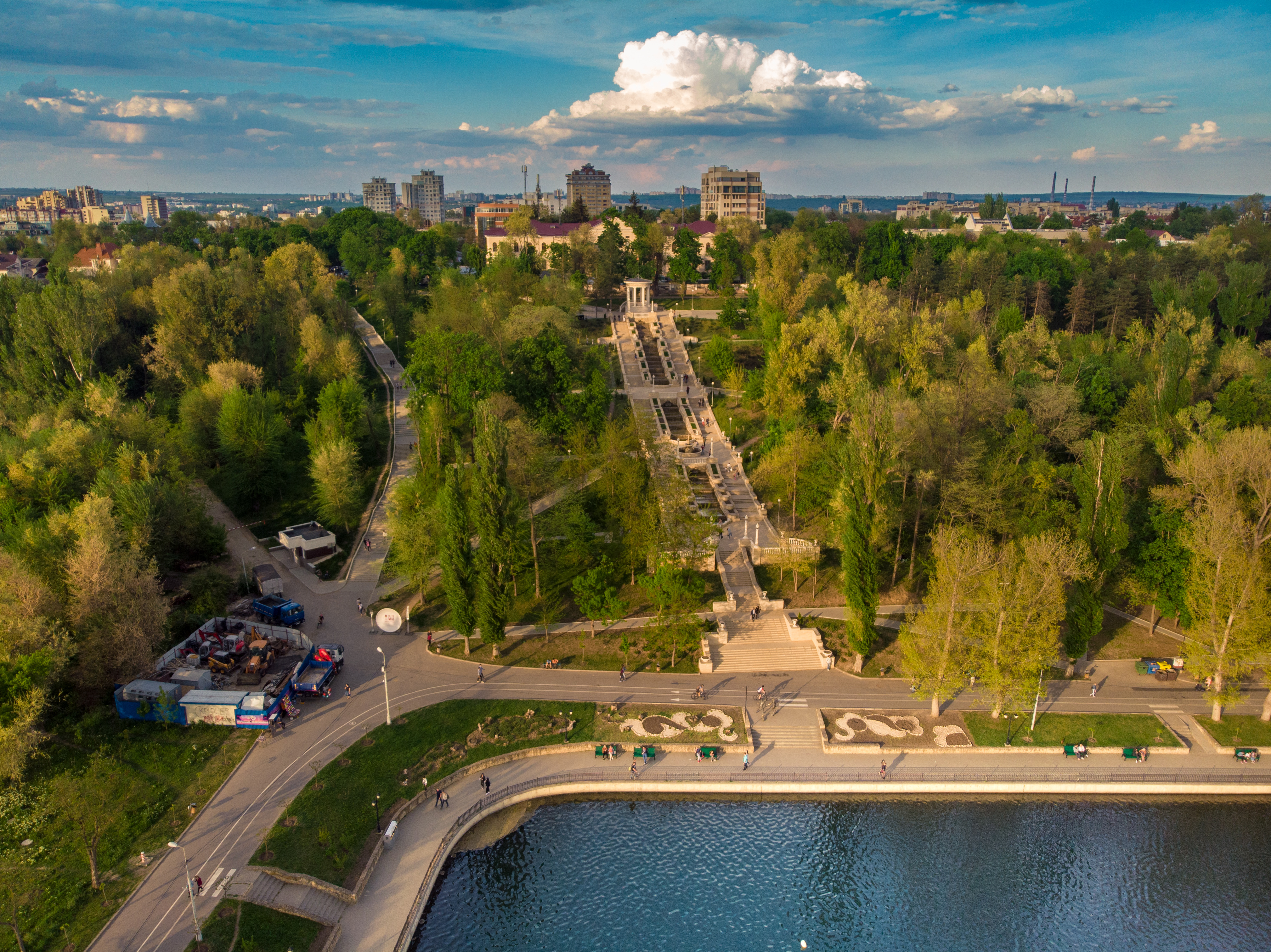
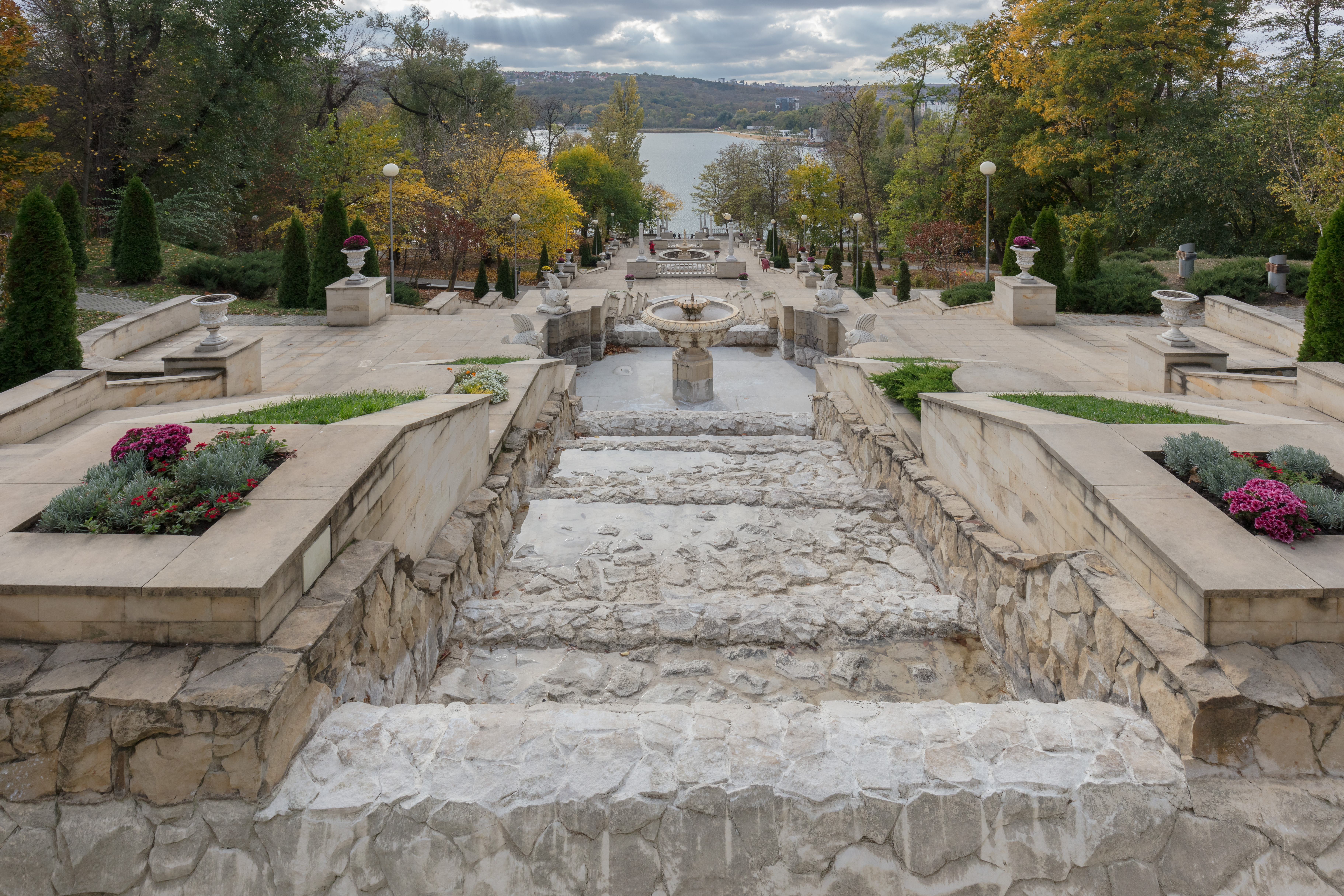
Vedere de pe scară, înspre lac.
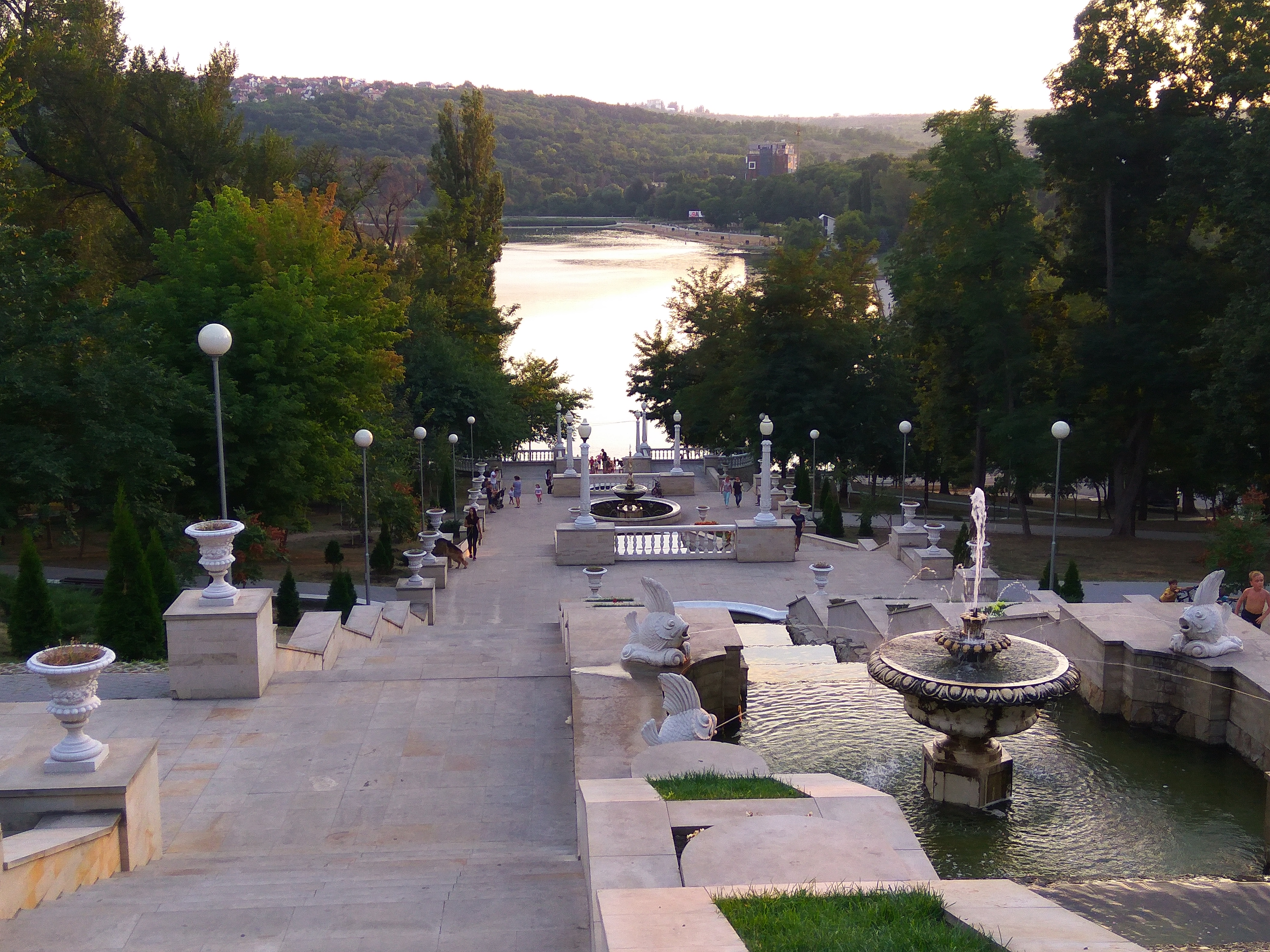
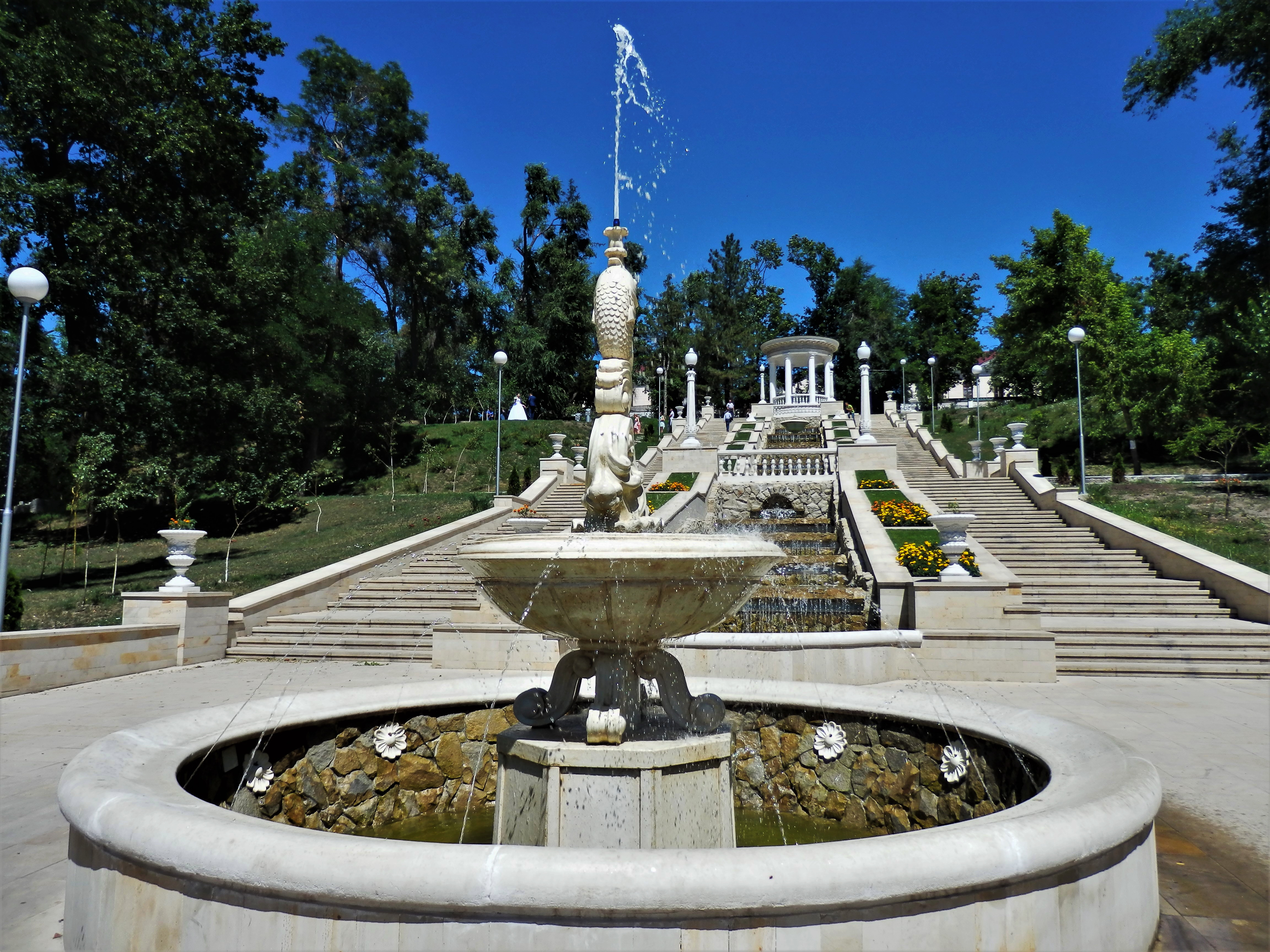